# Achaea albitermia
Achaea albitermia is een vlinder van de familie van de spinneruilen (Erebidae). De wetenschappelijke naam van deze soort is voor het eerst voorgesteld als Ophiusa albitermia door George Francis Hampson in een publicatie uit 1910. De spanwijdte bedraagt 54 millimeter.
De soort komt voor in tropisch Afrika waaronder Eritrea, Ethiopië, Rwanda, Tanzania, Zambia, Zimbabwe en Zuid-Afrika.